# Orontes (Armenien)
Orontes war wahrscheinlich ein Nachkomme von Orontes III. (wohl der Urenkel) und Hydarnes und um 200 v. Chr. der erste nachweisbare eigenständige Herrscher in Ostarmenien. Ostarmenien war die Keimzelle eines Groß-Armenischen Reiches. Laut einer Inschrift aus Armawir regierte Orontes zeitweilig zusammen mit seinem Nachfahr (wohl Enkel) und späteren Reichsgründer Artaxias I. zusammen die noch unter seleukidischen Oberherrschaft stehende Satrapie Ostarmenien.